# Mandopop
Mandopop lub Mandapop (chiń. upr. 华语流行音乐; chiń. trad. 華語流行音樂; pinyin huá yǔ liú xíng yīn yuè) - potoczny skrót oznaczający „mandaryńską muzykę ludową”. Odnosi się do mandaryńskiej muzyki popularnej.
Mandopop to podgatunek komercyjnej muzyki w języku chińskim, należący do kategorii C-popu. Muzyka popularna śpiewana w języku mandaryńskim była pierwszą odmianą muzyki popularnej w języku chińskim, która stała się rentowną gałęzią przemysłu chińskiego. Powstała w Szanghaju, następnie Hongkong, Tajpej i Pekin również stały się ważnymi ośrodkami przemysłu muzycznego Mandopopu. Oprócz Chin, muzyka ta jest popularna w Japonii, na Tajwanie, w Malezji i Singapurze.

## Historia

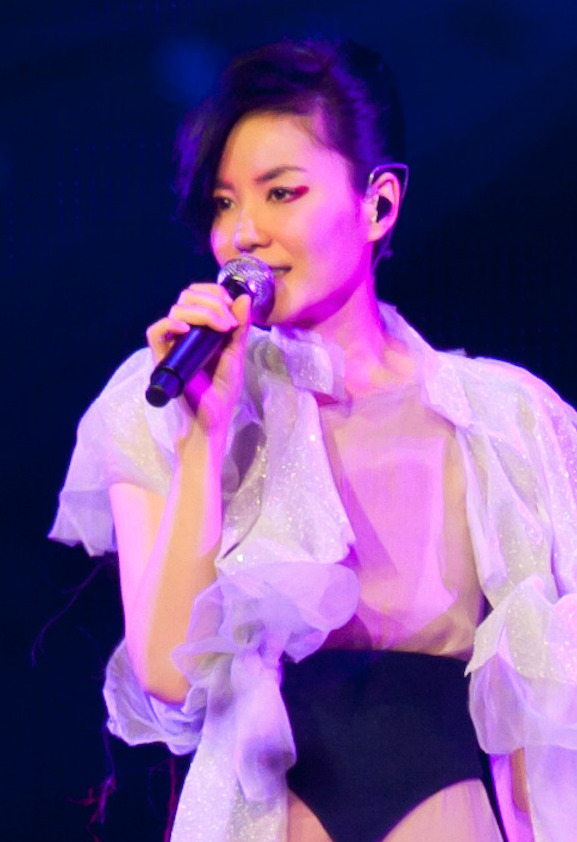
Koncert Faye Wong w Hongkongu

Gatunek ten wywodzi się z inspirowanej jazzem muzyki popularnej lat 20. i 30. W Szanghaju był znany jako Shidaiqu, szczyt popularności osiągnął w latach 40. W kolejnych latach na gatunek Mandopop wpływ wywierały japońska Enka, hongkoński Cantopop, tajwański Hokkien pop, a w szczególności ludowy Campus folk z lat 70. XX wieku. Ten rodzaj muzyki pop od dawna charakteryzował się smutnymi balladami pełnymi subtelnych znaczeń, a Tajwan wniósł ogromny wkład w tę ideę w latach 70. Choć Mandopop powstał wcześniej niż Cantopop, to angielski termin tego gatunku został użyty dopiero około 1980 r., po tym, jak „Cantopop” stał się popularnym terminem opisującym popularne piosenki w języku kantońskim. Tak więc termin Mandopop został użyty do opisywania popularnych piosenek w języku mandaryńskim, z których niektóre były wersjami piosenek „Cantopopu” śpiewanych przez tych samych piosenkarzy z innym tekstem w celu dopasowania ich do różnych rymów i wzorców tonalnych języka mandaryńskiego. W latach 80. w Chinach zniesiono zakazy dotyczące Mandopopu, a wśród artystów tej epoki znaleźli się Teresa Teng i piosenkarz Lo Ta-yu, zajmujący się tematyką społeczną. W latach 90. głównymi piosenkarzami mandopopowymi byli Aaron Kwok, Leon Lai, Andy Lau i Jacky Cheung, znani jako „Czterej Niebiańscy Królowie”. Wiele piosenkarek pochodzących z Chin kontynentalnych, takich jak Faye Wong czy Na Ying, zaczęło nagrywać utwory w Hongkongu i na Tajwanie. Faye Wong, zwana w mediach „Divą”, najpierw nagrywała w Hongkongu w języku kantońskim, później w mandaryńskim. Stała się pierwszą chińską piosenkarką, która wystąpiła w Budokan w Japonii. Na początku XXI w., mimo że Chiny kontynentalne zyskiwały coraz większe znaczenie w generowaniu przychodów, sam przemysł muzyki pop w nich był nadal stosunkowo niewielki w porównaniu z Tajwanem i Hongkongiem, ponieważ gwiazdy muzyki pop z Tajwanu i innych zamorskich społeczności chińskich nadal cieszyły się popularnością w Chinach. Piosenkarze mandopopowi, tacy jak Jay Chou, zyskali popularność, wykonując utwory z gatunku R&B i rap, popularyzując nowy styl muzyki łączonej, znany jako Zhongguo feng. Do innych piosenkarzy, którzy odnieśli sukces w Mandopopie, należą Stefanie Sun, Jolin Tsai i A-mei, która jest nazywana „Królową Mandopopu”.